# 제일모직 축구단
제일모직 축구단은 삼성그룹 계열사인 제일모직에서 운영했던 축구단으로 1962년 4월 창단되어 제일모직의 공장을 비롯한 사업장이 있던 대구를 연고지로 하였다. 당시 대구제일모직, 약칭으로는 일모라는 명칭으로 많이 불리었다. 실업축구 (현 내셔널리그)에서 활동하였으며 1971년 12월 해체되었다. 해체 결정 후 대한축구협회와 한국실업축구연맹한테 부활을 요청하기도 하였으나 받아들여지 않았다.
한편, 유명 선수 중의 한 명이었던 김호는 뒷날 수원 삼성 블루윙즈 초대감독을 역임했는데 이 팀은 대구가 한때 연고지 물망에 올랐었다.
아울러, 제일모직 부지 안에 잔디축구장이 조성되었으며 대구시민운동장이 바로 옆에 붙어있었던 탓인지 두 시설을 모두 이용했다.
이와 함께, 삼성 라이온즈가 대구에서 창단될 당시 대구에 거점을 둔 삼성그룹 계열사가 제일모직 밖에 없었던 탓인지 김재하 전 대구 FC 단장을 비롯한 임원들이 이 회사에서 삼성 라이온즈로 대거 차출됐다.

## 같이 보기
- 제일모직
- 수원 삼성 블루윙즈